# Russange
Russange település Franciaországban, Moselle megyében. Lakosainak száma 1257 fő (2022. január 1.). Russange Esch-sur-Alzette, Villerupt, Audun-le-Tiche és Rédange községekkel határos.

## Népesség
A település népessége az elmúlt években az alábbi módon változott:
| Lakosok száma | 1163 | 1036 | 1026 | 997  | 1228 | 1258 | 1285 | 1273 | 1268 | 1257 |
|               | 1968 | 1982 | 1990 | 2006 | 2013 | 2015 | 2017 | 2019 | 2020 | 2022 |